# My First Sony
My First Sony (マイ・ファースト・ソニー) とはソニーが1980年代後半に展開した子供向けのAV機器のブランド名である。当初は米国などで販売されたが、1988年より日本でも販売された。元来この種のラジカセなどはおもちゃメーカーが発売した場合、巻戻しや早送り、録音機能、電池残量を知らせる電源ランプ、ラジオ付きの場合同調インジケータランプなど省略している場合が多く、果ては見た目こそドア式のラジカセに見えるがカセットテープの機械式のボタンを用いず無理やり再生ヘッド・ピンチローラーをセットさせる機器（タカラトミーのなりきりステージ　まねっこマイク　など）も存在したが決してそういったことは行わずあるべき機能はきちんと搭載されていた。デザインがカラフルなので、一部の大人でも愛用された。グラフィックコンピューターは当初のCMでは「テレビに書ける　絵を書ける　家のテレビに絵を書ける」と新しい知育玩具としてアピールし90年代後半まで生産された。

## ラインナップ
- ラジカセ
- ウォークマン
- 2ウォーキートーキー※免許不要。
- グラフィックコンピューター※余分なコードを減らして快適に利用できるよう乾電池駆動も可能。
- アニメーションコンピューター
- 電子楽器
- 液晶ポケットカラーテレビ